# Schafbrunnen (Würzburg)
Koordinaten: 49° 44′ 41″ N, 9° 57′ 49″ O

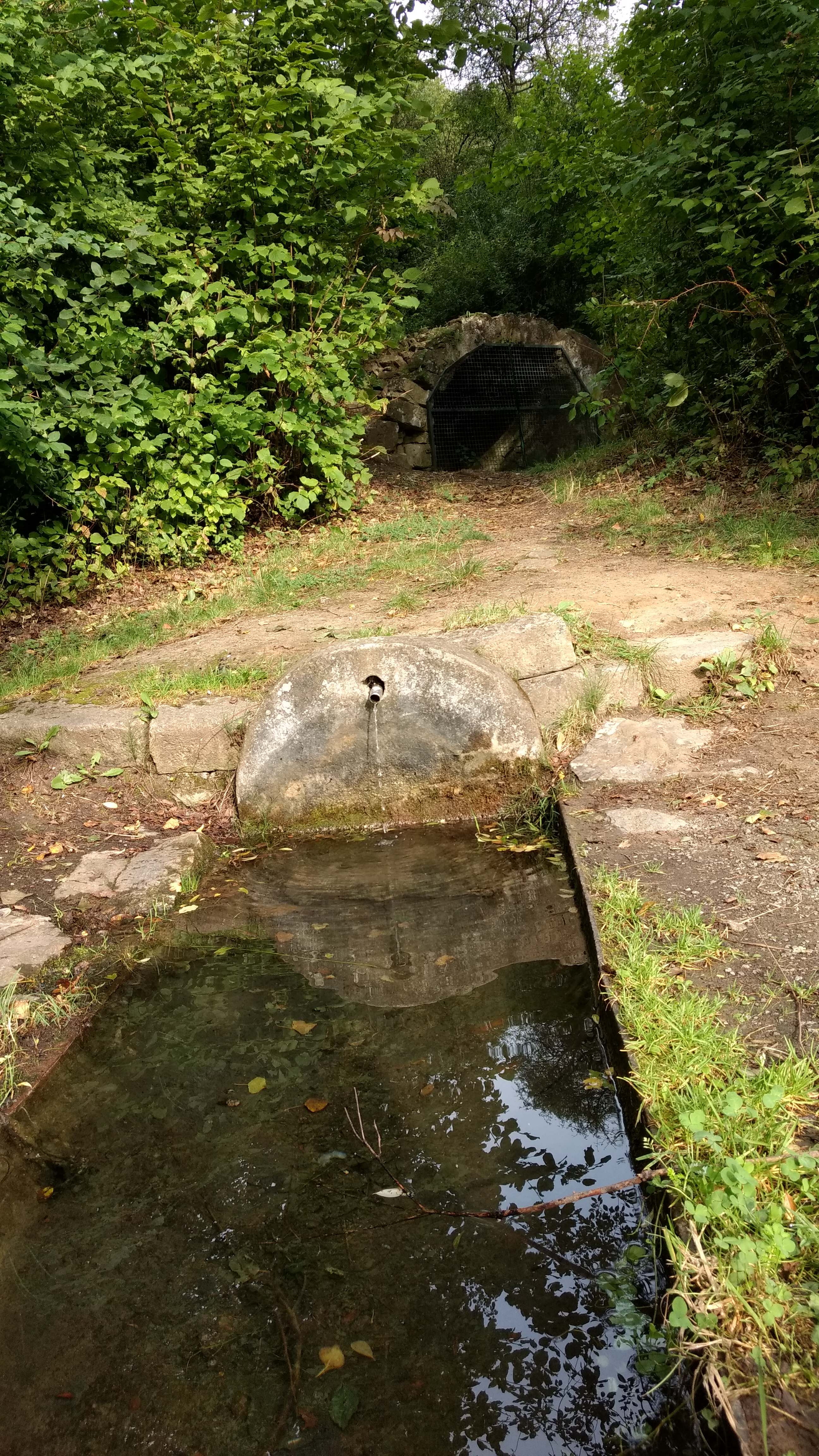
Schafbrunnen in Würzburg

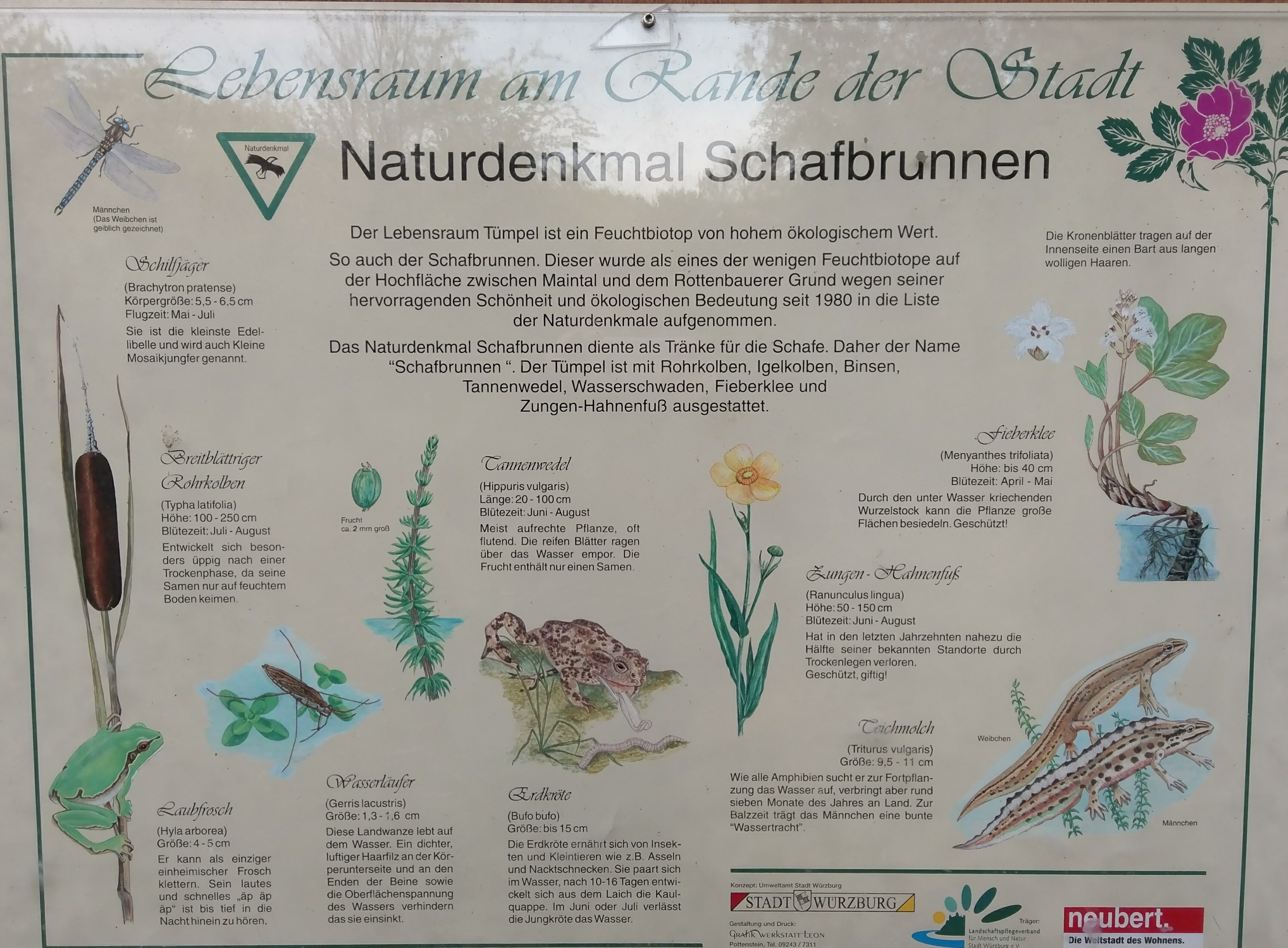
Naturdenkmal Schafbrunnen

Der Schafbrunnen in Würzburg-Heuchelhof ist eine Brunnenstube, überwölbte Quellfassung mit Tränke. Sie wurde aus Kalkstein (Bruchstein) errichtet und ist mit „1835“ bezeichnet. Verzierungen weist der Schafbrunnen nicht auf. Er befindet sich auf dem Schafbrunnenäcker.
Der Schafbrunnen in Würzburg steht auf der Liste der Baudenkmäler in Würzburg-Heuchelhof mit dem Aktenzeichen D-6-63-000-521. Der Schafbrunnen wiederum ist Namensgeber für den Schafbrunnenweg. Der Schafbrunnen gilt zudem seit 1980 als Naturdenkmal. Eine Informationstafel mit den botanischen und zoologischen Besonderheiten weist diesen als solchen aus. Leider war der Bereich wiederholt Opfer von Vandalismus.